# Metasilicato di calcio
Il metasilicato di calcio (silicato di calcio) è un composto chimico di formula CaSiO3.
Il metasilicato di calcio si può trovare in natura, come ad esempio il minerale wollastonite.

## Formazione
Il metasilicato di calcio è un sale che si forma dalla reazione del biossido di silice o anidride silicica (quarzo di silice) con l'ossido di calcio (calce) secondo la reazione:
{\displaystyle {\ce {SiO2 + CaO -> CaSiO3}}}

## Utilizzo
Trova un largo utilizzo nell'edilizia. Grazie alle sue caratteristiche di assorbenza capillare, grande capacità di assorbimento di acqua, leggerezza e stabilità di forma. Viene applicata per il risanamento di muri umidi a causa della condensa, l'isolamento (dall'interno) e l'eliminazione di muffe.